# Get a Mac
Get a Mac(겟 어 맥, "맥을 가져라") 광고는 애플에서 2006년부터 2009년까지 집행한 광고 캠페인이다. Get a Mac 광고는 미국, 영국, 일본, 캐나다, 오스트레일리아 등지에서 방송되었다.
미국의 Get a Mac 광고에서는 배우 저스틴 롱이 매킨토시역을 하고, 유머 작가인 존 호지먼이 PC역을 맡았다. 다른 국가에서도 양복을 입은 사람이 PC를, 캐주얼 차림을 한 사람이 매킨토시 역을 맡았다. 모든 광고 내용은 두 사람 모두 자신에 대한 소개("안녕하세요, 저는 맥입니다." "...그리고 저는 PC이고요.")를 하는 것으로 시작한다. 영국과 일본에서는 미국에서 다루지 않은 주제로도 제작되었다.
기본적인 내용은 맥과 PC와의 비교를 통해서, PC보다 뛰어난 성능을 보여주는 것이다. 그러나 후에는 컴퓨터 시스템의 일반적인 점들에 대해 비교했다.
2007년 5월, D6 콘퍼런스에서 빌 게이츠와 스티브 잡스가 같이 출연해 인터뷰를 하였는데 이때 스티브 잡스가 Get a Mac 광고에 대해 말한 내용이 화제가 되기도 하였다. 스티브 잡스는 광고의 목적은 상대를 놀리는 것이 아니고 서로 좋아하게 하는 것이라며 PC는 세상이 잘 운영될 수 있게 한다고 하였다. 빌 게이츠는 "PC의 엄마는 PC를 사랑한다"라고 응수했다.

## 같이 보기
- 애플의 슬로건 목록